# 坑头村 (中云镇)
29°16′34″N 117°40′14″E / 29.27611°N 117.67056°E
坑头村 (中云镇)位于中国江西省上饶市婺源县中云镇，古称“桃溪”，居民多为潘姓。据传唐朝广明（公元880年）年间，福建三山人潘逢辰由安徽歙县黄墩转居此地。桃溪的下游孔村、豸峰村也由此繁衍而来。 
坑头村尚保存有成片的古建筑，坑头村民居（含：太宰读书处、潘锦苏宅、潘保春宅、潘大华宅）于2006年被列为江西省文物保护单位。